# Conseil d'État (Italie)
Pour les articles homonymes, voir Conseil d'État.
Vous pouvez aider à l'améliorer ou bien discuter des problèmes sur sa page de discussion.
- Son texte doit être wikifié : il ne correspond pas à la mise en forme Wikipédia (style, typographie, liens internes, liens entre les wikis, etc.). (Marqué depuis mai 2022)
- Sa typographie ne respecte pas les conventions de Wikipédia. Vous pouvez solliciter de l’aide de l’Atelier typographique. (Marqué depuis mai 2022)

Le Conseil d'État (en italien : Consiglio di Stato) est, dans le système juridique italien, un organe d'importance constitutionnelle.
Prévue par l'article 100 de la Constitution, qui l'inclut parmi les organes auxiliaires du Gouvernement, elle est un organe juridictionnel, et est également le plus haut juge administratif spécial, en position de tierce partie par rapport à l'administration publique italienne, conformément à l'article 103 de la Constitution.
Son siège est le Palais Spada, à Rome.

## Histoire

### Dans l'Italie d'avant la réunification
Le précurseur de l'organe peut être considéré comme le Consilium nobiscum residens ou Consilium cum domino residens du duché de Savoie, réglementé par Amadeus VIII en 1430, dans le cadre des Statuta Sabaudiae. Présidé par le Duc lui-même, il avait la capacité de remplacer "même le Prince" dans le gouvernement du pays et comprenait les nobles les plus importants du Duché. Il disposait de divers pouvoirs administratifs et judiciaires. Cette dernière consistait à assister le souverain dans l'exercice de sa fonction de détenteur de la juridiction suprême. Le Consilium a été supprimé et reconstitué à plusieurs reprises, avec les brevets du 13 avril 1631 de Victor Amadeus Ier de Savoie, l'édit de 1717 de Victor Amadeus II de Savoie et l'édit du 21 mai 1814 de Victor Emmanuel Ier de Savoie. Charles Albert de Savoie, par l'édit de Racconigi du 18 août 1831, reconstitue l'organe, dont le siège est au Palazzo Carignano à Turin, et par la loi du 30 octobre 1859, n° 3707, promulguée par Victor-Emmanuel II, la fonction de président du Conseil d'État est instituée pour la première fois, avec pour titulaire le baron Luigi des Ambrois de Névache.

### Dans le royaume d'Italie
Avec l'unification de l'Italie, a été promulguée la loi n° 2248 du 20 mars 1865 (loi Lanza) qui, dans son annexe D, établit l'organe du royaume d'Italie unifié. À l'origine, le Conseil d'État était composé de trois sections, indiquées par des chiffres romains (I, II et III), dotées de fonctions consultatives. Sous l'impulsion de la doctrine dirigée par Silvio Spaventa, la loi n° 5992 du 31 mars 1889 (loi Crispi) institue la IVe section du Conseil d'État avec une compétence générale sur les litiges entre les autorités de l'État et les particuliers, dans les cas où sont en cause des intérêts légitimes, jusqu'alors dévolus à l'administration elle-même ; les affaires entre les citoyens et l'administration où la situation revendiquée est un droit subjectif restent du ressort de la magistrature ordinaire. C'est à cette loi, et à la loi n° 6837 du 1er mai 1890 qui a institué les conseils administratifs provinciaux, que l'on attribue généralement la naissance du système de double juridiction (ordinaire et administrative) qui est encore en vigueur en Italie aujourd'hui. Les deux autres sections du Conseil ayant une compétence administrative, la cinquième et la sixième, ont été créées respectivement par la loi n° 62 du 7 mars 1907 et la loi n° 642 du 5 mai 1948. Les règles relatives à la composition et au fonctionnement de l'organe ont été rassemblées dans le décret royal n° 1054 du 26 juin 1924 ("Approbation du texte consolidé des lois sur le Conseil d'État").

### Dans la République italienne
L'organe a fonctionné en tant que tribunal administratif de première instance, avec les conseils administratifs provinciaux, jusqu'à ce que, par la loi n° 1034 du 6 décembre 1971 (devenue nécessaire à la suite de trois arrêts différents rendus entre 1967 et 1968 par la Cour constitutionnelle annulant la compétence des conseils administratifs provinciaux), le système juridictionnel administratif italien soit réorganisé, avec la création du Tribunal administratif régional (Tribunale amministrativo regionale - TAR) en tant que tribunal de première instance et l'attribution aux sections IV, V et VI du Conseil d'État de la compétence administrative en deuxième instance. La loi 127 du 15 mai 1997 a ensuite créé une section réglementaire supplémentaire du Conseil d'État pour l'examen des projets de loi du Parlement italien et de l'Union européenne. La tâche principale de cette section est d'exprimer des avis sur les actes réglementaires du gouvernement.

## Caractéristiques
Le Conseil d'État a donc une double nature, l'une administrative et l'autre juridictionnelle.
En tant qu'organe administratif, le Conseil d'État est l'organe consultatif juridico-administratif suprême du gouvernement, des chambres et des régions, tandis qu'en tant qu'organe de juridiction administrative, il est chargé de la protection des intérêts légitimes et, dans des matières particulières, indiquées par la loi, également des droits subjectifs des particuliers vis-à-vis de l'administration publique italienne.

## Composition
Le Conseil d'État est composé du président du Conseil d'État, du vice-président du Conseil d'État, des présidents des chambres et des conseillers d'État. Le Président du Conseil d'État est élu par le Conseil présidentiel de la justice administrative, puis nommé par décret du Président de la République, sur résolution du Président du Conseil des ministres.
Les postes vacants au Conseil d'État sont conférés, en vertu de l'article 19 de la loi n° 186 du 27 avril 1982, comme suit:
1. à raison de la moitié, aux conseillers du tribunal administratif régional qui en font la demande et qui comptent au moins quatre ans de service effectif dans la fonction ;
2. à raison d'un quart, aux professeurs ordinaires d'université en matière juridique ou aux avocats ayant au moins quinze ans de pratique professionnelle et inscrits aux registres spéciaux des juridictions supérieures, ou aux directeurs généraux ou équivalents des ministères, organes constitutionnels et autres administrations publiques ainsi qu'aux magistrats ayant une qualification non inférieure à celle de magistrat de la Cour d'appel ou équivalente ; dans ce cas, la nomination est faite par décret du Président de la République, sur délibération du Conseil des ministres, après avis du Conseil présidentiel, contenant une évaluation de la pleine aptitude à l'exercice des fonctions de Conseiller d’État sur la base de l'activité et des études juridico-administratives effectuées et de l'aptitude et du caractère ;
3. à raison d'un quart, par concours général sur titres et examens théorico-pratiques, auquel peuvent participer les magistrats des tribunaux administratifs régionaux ayant au moins un an d'ancienneté, les magistrats ordinaires et militaires ayant au moins quatre ans d'ancienneté, les magistrats de la Cour des comptes et les avocats de l'État ayant au moins un an d'ancienneté, les fonctionnaires de la carrière exécutive du Sénat de la République et de la Chambre des députés ayant au moins quatre ans d'ancienneté, ainsi que les fonctionnaires des administrations de l'État, y compris les organismes autonomes, et des entités publiques, à statut exécutif, appartenant à des carrières dont l'accès est subordonné à l'obtention d'un diplôme en droit. Le concours est annoncé par le président du Conseil d'État au cours des quatre premiers mois de l'année. Les lauréats sont nommés avec effet au 31 décembre de l'année précédant celle de l'annonce du concours. Dans le passé, le concours d'accès au Conseil d'État était considéré comme le plus sélectif de l'administration publique.

### Les sections
Le personnel du Conseil constitue les sept sections en lesquelles le Conseil d'État est organisé et, chaque année, le président du Conseil d'État, conformément à la nouvelle législation en la matière, décrète la fonction de chaque section (consultative ou juridictionnelle) et la répartition des affaires de chaque section (c'est-à-dire les matières relevant de sa compétence). À partir du 1er octobre 2021 et jusqu'au 31 décembre 2022, par décret n° 229/21 du président du Conseil d'État, il a été déterminé que la première section exerce des fonctions consultatives avec la section des actes réglementaires, tandis que les deuxième, troisième, quatrième, cinquième, sixième et septième sections exercent les fonctions juridictionnelles attribuées au Conseil. La section consultative des actes réglementaires, créée par la loi n° 127 du 15 mai 1997, est chargée d'examiner les projets d'actes réglementaires pour lesquels l'avis du Conseil d'État est requis par la loi ou est demandé par l'administration. En outre, la même section examine, à la demande du président du Conseil des ministres, les projets d'actes réglementaires de l'UE.
Les sections consultatives sont composées de deux présidents et d'au moins neuf conseillers, tandis que les sections judiciaires sont composées de deux présidents et d'au moins douze conseillers.
De nombreux ministres du gouvernement choisissent leur chef de cabinet et leur chef de bureau législatif parmi les conseillers d'État.

### Organes
Les organes internes du Conseil d'État sont :
- le Conseil présidentiel ;
- le président ;
- le président adjoint ;
- le secrétaire général ;
- l'Assemblée générale (consultative) ;
- l'Assemblée plénière (en session judiciaire).

## Présidents
Le président est l'autorité administrative et institutionnelle suprême du Conseil d'État. Il est nommé par l'assemblée plénière du Conseil de la justice administrative de la présidence. Le président actuel, en fonction depuis le 29 janvier 2022, est Franco Frattini.

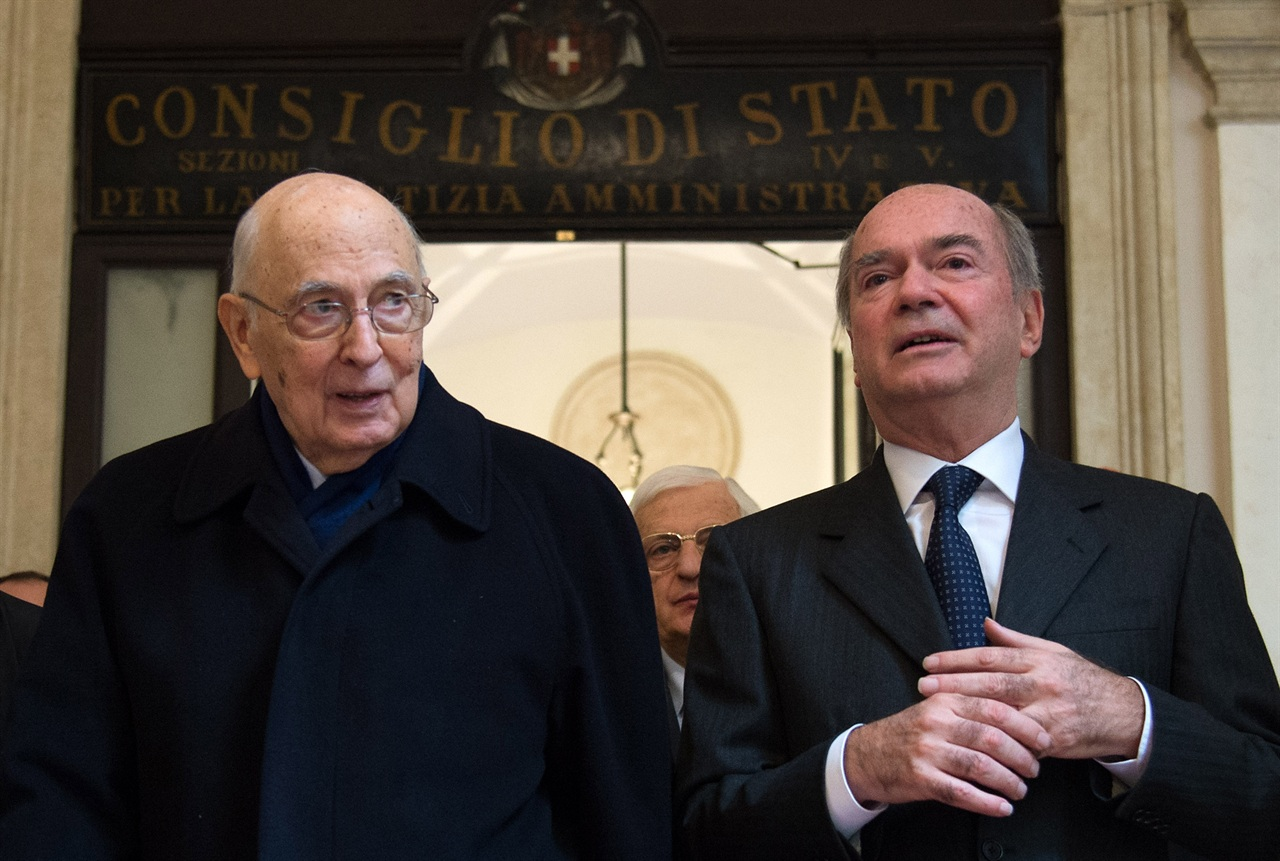
L'ancien président de la République Giorgio Napolitano, avec l'ancien président du Conseil d'État Giorgio Giovannini

.

### Liste des présidents
| Période     | Nom                          |
| ----------- | ---------------------------- |
| 1859-1875   | Luigi des Ambrois de Nevache |
| 1875-1891   | Carlo Cadorna                |
| 1891-1898   | Marco Tabarrini              |
| 1898-1902   | Giuseppe Saredo              |
| 1902-1907   | Francesco Saverio Bianchi    |
| 1907-1911   | Giorgio Giorgi               |
| 1911-1913   | Adeodato Bonasi              |
| 1913-1916   | Giacomo Malvano              |
| 1916-1928   | Raffaele Perla               |
| 1928-1945   | Santi Romano                 |
| 1945-1947   | Meuccio Ruini                |
| 1947-1951   | Ferdinando Rocco             |
| 1951-1952   | Leonardo Severi              |
| 1953-1962   | Raffaele Pio Petrilli        |
| 1962-1968   | Carlo Bozzi                  |
| 1968-1969   | Antonino Papaldo             |
| 1969-1976   | Gaetano Vetrano              |
| 1976-1979   | Vincenzo Uccellatore         |
| 1979        | Luigi Aru                    |
| 1979-1980   | Lionello Levi Sandri         |
| 1980-1986   | Gabriele Pescatore           |
| 1986-1995   | Giorgio Crisci               |
| 1995        | Aldo Quartulli               |
| 1995-1996   | Carlo Anelli                 |
| 1996-2001   | Renato Laschena              |
| 2001-2006   | Alberto de Roberto           |
| 2006-2007   | Mario Egidio Schinaia        |
| 2007-2010   | Paolo Salvatore              |
| 2010-2012   | Pasquale de Lise             |
| 2012-2013   | Giancarlo Coraggio           |
| 2013-2015   | Giorgio Giovannini           |
| 2016-2018   | Alessandro Pajno             |
| 2018-2022   | Filippo Patroni Griffi       |
| Depuis 2022 | Franco Frattini              |

## Pouvoirs et fonctions
Les compétences du Conseil d'État, comme nous l'avons vu, se répartissent entre
- Consultatif
- Juridictionnel

### Attributions consultatives
L'activité consultative du Conseil d'État est exercée par :
- Première section consultative
- Section consultative pour les actes réglementaires

Dans l'exercice de sa fonction consultative, le Conseil d'État émet des avis sur la régularité et la légitimité, le bien-fondé et l'opportunité des actes administratifs des différents ministères, du gouvernement en tant qu'organe collégial ou des régions.
Les avis peuvent être facultatifs ou obligatoires.
Des avis facultatifs peuvent être demandés par l'administration publique si elle le juge opportun. Les avis du Conseil d'État ne sont contraignants que lorsqu'il s'agit de statuer sur des recours extraordinaires auprès du Président de la République en vertu de la loi n° 69 du 18 juin 2009 : l'administration requérante peut toujours s'en écarter en les motivant. Les avis demandés par les régions sont toujours facultatifs.
Dans les autres cas, l'administration publique doit demander un avis au Conseil d'État. On parle alors d'avis obligatoires. En vertu de la loi n° 127 du 15 mai 1997, l'avis du Conseil est obligatoire pour:
- la publication d'actes normatifs (règlements) du gouvernement ou de ministères individuels
- la mise en œuvre de textes uniques
- la décision sur les recours extraordinaires au Président de la République ;
- l'approbation des schémas généraux des contrats, accords et conventions types préparés par les ministères.

La même loi n° 127/1997 a abrogé toute autre disposition législative prévoyant l'avis obligatoire du Conseil d'État, sans préjudice des dispositions combinées de l'article 2, paragraphe 3, de la loi n° 400 du 23 août 1988 et de l'article 33 du texte consolidé des lois sur le Conseil d'État, approuvé par le décret royal n° 1054 du 26 juin 1924.
En outre, les avis obligatoires sont divisés en contraignants et non contraignants, selon que l'administration requérante est tenue ou non de les suivre lors de l'émission de l'acte pour lequel l'avis a été émis.

### Attributions juridictionnelles
Les activités du Conseil d'État en matière judiciaire sont exercées par six chambres juridictionnelles :
- la seconde chambre, dotée de compétence sur les instances introduites avant le 31 décembre 2014 sur les matières de compétence des 3e, 4e, 5e et 6e chambres, les actes adoptés par l'Autorité régulatrice de l'énergie (it. Autorità per l’energia elettrica e il gas 'A.E.E.G.', ainsi que les voies d'exécution ;
- la troisième chambre, dotée de compétence en ce qui concerne les actes adoptés par le Ministère de l'Intérieur, le Ministère de la Justice, le Ministère des Politiques agricoles, le Ministère du Travail et des politiques sociales, santé publique, police administrative, dissolution des entités locales, ordres professionnels, recours contre les décisions du Tribunal Administratif Régional du Département de Bolzano ;
- la quatrième chambre, dotée de compétence en ce qui concerne les actes adoptés par la Présidence du Conseil des ministres, le Ministère des Armées, le Ministère de l'environnement et de la sauvegarde du territoire et de la mer, ainsi que les actes adoptés par les administrations locales en matière environnementale ;
- la cinquième chambre, dotée de compétence en matière de contrats publics et de commande publique, les actes adoptés par le Ministère des Infrastructures et des Transports, actes adoptés par l'ANAS ainsi que les entités disposant d'une concession routière ou ferroviaire ;
- la sixième chambre, dotée de compétence en ce qui concerne les actes adoptés par le Ministère du Développement économique, le Ministère de la culture et le Ministère du tourisme ; sont également compris les actes adoptés par les autorités indépendantes de régulation, les actes des régions et des départements autonomes (it. province autonome) ainsi que des entités locales ;
- la septième chambre, dotée de compétence en ce qui concerne les actes pris par un magistrat ordinaire, administratif, comptable, militaire ainsi que par les avocats de l'Etat; sont également compris les actes en matière d'urbanisme pris par une administration publique, les actes adoptés par le Ministère de l'Économie et des Finances, le Ministère de l'instruction et le Ministère de l'Université et de la recherche

Dans cette qualité, le Consiglio di Stato est à la fois le juge de dernière instance ainsi que le juge de cassation de la justice administrative, chargée de veiller à la correcte application et interprétation de la loi par l'administration. Dans le cadre des voies d'exécition, un juge unique préside l'audience ; or, lorsque l'éxecution concerne un jugement délivré par un TAR, ayant fait l'objet de confirmation en cassation, l'exécution de ce jugement doit être demandée devant le TAR lui-même.

## Délibérations
Les résolutions des sections consultatives du Conseil sont valables si elles sont adoptées en présence d'au moins quatre conseillers de la section, tandis que celles des sections judiciaires sont valables si, outre la présence d'au moins quatre conseillers (C.d.S.), un des deux présidents de section est également présent. Les recours au C.d.S. peuvent être faits sous la forme d'un appel à une décision de justice, ou sous la forme d'une réaction individuelle à des mesures de l'administration publique, que le citoyen considère comme incompatibles avec une loi quelconque. En ce qui concerne les recours extraordinaires adressés au Président de la République par les citoyens, une Section du C.d.S. avec une réunion de Section exprime un avis qui peut être contraignant pour le Ministre compétent sur l'objet du recours. Le Ministre, à qui le recours avait été adressé en premier lieu par le citoyen, aurait dû engager sa propre procédure et donc envoyer le dossier de recours au Conseil d’État. Souvent, les choses ne se passent pas ainsi, et donc, après une période rituelle de retard dans la livraison concernée, le particulier peut transmettre son recours directement au Conseil d'État. Si les choses se passent comme prévu, l'avis du Conseil d'État, qui ne peut peut-être pas être exprimé sans la procédure ministérielle mentionnée ci-dessus, est envoyé au ministre ; et pour lui, cet avis peut être contraignant. Si, toutefois, il estime qu'elle ne doit pas être contraignante, il en appelle au Conseil des ministres : celui-ci opte soit pour l'avis du ministre lui-même, soit pour celui exprimé par le C.d.S. À la suite de quoi, le ministre prend un décret conforme qu'il transmet au chef de l’État et à la Cour des comptes. La Cour des comptes a également le pouvoir d'accepter ou de refuser. S'il accepte, il enregistre le décret. S'il n'accepte pas, le conseiller ayant le pouvoir de reconnaissance se récuse, joint une note motivée et renvoie le tout au ministre. Si le ministre insiste, la décision est cette fois confiée à une section de contrôle (composée de plusieurs personnes) de la Cour des comptes. Il semble que cette possibilité donnée à la Cour des comptes de refuser son visa (même en deuxième instance), entre en conflit avec le fait que les décisions sur les recours extraordinaires devraient être irrévocables.

## Le Conseil de justice administrative pour la région de Sicile
Avec l'entrée en vigueur de la Constitution de la République italienne, le Conseil de justice administrative pour la région de Sicile (Consiglio di giustizia amministrativa per la Regione siciliana - C.G.A.) a été créé, en vertu de l'article 23 du statut de la région de Sicile, par décret législatif du 6 mai 1948, qui a ensuite fait l'objet d'une réforme législative, en vertu du décret législatif n° 373 du 24 décembre 2003.
Cet organe s'est vu attribuer les mêmes fonctions identiques - consultatives et juridictionnelles - que le Conseil d'État, mais limitées aux actes des autorités administratives de la région de Sicile, les sections de la TAR de Palerme et de Catane.

## Note
1. ↑  « A Torino il 12 e 13 novembre celebrazione per i 190 anni del Consiglio di Stato e i 50 anni dell'istituzione del TAR »
2. ↑  Bernardo Sordi, Spaventa, Silvio, Treccani - Il Contributo italiano alla storia del Pensiero – Diritto (2012): "Parlementarisme et administration deviennent ainsi les deux axes conceptuels autour desquels tourne une réflexion chorale, dont Spaventa sera, avec Marco Minghetti, le principal point de coagulation, prêt maintenant à identifier, souvent avec une objectivité désenchantée, les points faibles du "pays légal", maintenant au contraire à esquisser les "remèdes" possibles. Une orientation claire et sans ambiguïté du projet est imprimée : "La liberté doit aujourd'hui être recherchée non pas tant dans la constitution et les lois politiques que dans l'administration et les lois administratives". (Giustizia nell'amministrazione, 1880, dans La politica della Destra. Scritti e discorsi raccolti da Benedetto Croce, 1910, p. 78)».
3. ↑  publié au Journal officiel du Royaume d'Italie le 7 juillet 1924, n. 158
4. ↑  (it) Franco Stefanoni, « Franco Frattini è il nuovo presidente del Consiglio di Stato », sur Corriere della Sera, 14 janvier 2022
5. ↑  (it) « Sezioni giurisdizionali », sur giustizia.amministrativa (consulté le 8 mars 2024)
6. ↑  [PDF]

## Source
- (it) Cet article est partiellement ou en totalité issu de l’article de Wikipédia en italien intitulé « Consiglio di Stato (Italia) » (voir la liste des auteurs).